# Solenopsis insinuans
Solenopsis insinuans is een mierensoort uit de onderfamilie van de Myrmicinae. De wetenschappelijke naam van de soort is voor het eerst geldig gepubliceerd in 1933 door Santschi.